# Кужган
Кужган (узб. Kujgan / Кужган) — посёлок городского типа, расположенный на территории Асакинского района Андижанской области Республики Узбекистан.

Статус посёлка городского типа с 2009 года.